# Snonowas
Snonowas (Nanoose; Snaw-naw-as), pleme salishan Indijanaca iz šire skupine Nanaimo, naseljeni nekada oko zaljeva Nanoose na istočnoj obali otoka Vancouver, u kanadskoj provinciji Britanska Kolumbija. Populacija im je 1909. iznosila svega 14.
Danas oni sebe nazivaju Snaw-naw-as, i jedno su od pet Te'mexw plemena u koje uz njih pripadaju i, viz.: Songhees (Lekwungen), Beecher Bay (Scia'new), T'Souke i Malahat. Svako od ovih pet plemena bili su potpisnivi Douglaskog ugovora iz sredine 19. stoljeća. Pleme danas broji 226 pripadnika (Registered Indian Population by Sex and Residence April 2010, Indian and Northern Affairs Canada) od ukupno 1 459 peioadnika Te'mexw-populacije. Locirani su na jednom rezervatu (53.4 hektara) na sitočnoj obali Vancouvera, blizu Lantzvillea, oko 10 km sjeverno od Nanaima.
Ostali nazivi za njih su Nanoos, Sno-no-wus, Sno-uo-wus. Hodge klaže da govore jezikom cowichan.